# Hugo II. (Blois)

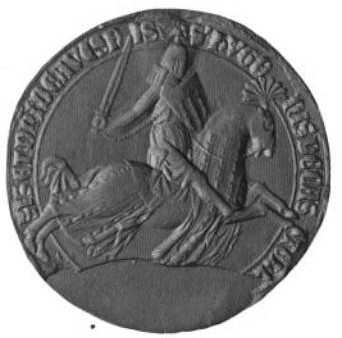
Siegel Hugos II.

Hugo II. von Châtillon (franz.: Hugues II de Châtillon; * 9. April 1258; † 1307) war ein Graf von Blois und Dunois sowie Herr von Guise aus dem Haus Châtillon. Er war ein Sohn des Grafen Guido II. von Saint-Pol († 1289) und der Mathilde von Brabant.
Obwohl er der älteste Sohn seines Vaters war, folgte er ihm nicht in der Grafschaft Saint-Pol nach, da er bereits als Erbe seiner im Jahr 1284 verwitweten Cousine Johanna auf die Grafschaften Blois und Dunois galt. Weiterhin sollte er von ihr die Herrschaften Avesnes, Trélon und Guise erhalten. Johanna starb 1292 und Hugo konnte ihr Erbe antreten. Er war eine Stütze des Königtums und kämpfte 1302 in der Sporenschlacht gegen die Flamen.
Hugo war seit 1287 verheiratet mit Beatrix von Flandern, einer Tochter des Grafen Guido I. von Flandern aus dem Haus Dampierre. Ihr Erbsohn war Guido von Châtillon († 1342).